# Agromyza pallidifrons
Agromyza pallidifrons este o specie de muște din genul Agromyza, familia Agromyzidae, descrisă de Spencer în anul 1959. Conform Catalogue of Life specia Agromyza pallidifrons nu are subspecii cunoscute.